# Цукада, Рикити

Рикити Цукада (яп. 塚田 理喜智 Цукада Рикити, 15 декабря 1892 — 19 мая 1958) — генерал-лейтенант Императорской армии Японии в годы Второй мировой войны.
Был уроженцем префектуры Исикава. В 1916 году он окончил Рикугун сикан гакко, в 1924 году — Рикугун дайгакко. В 1933 году прошёл подготовку в воздушно-десантном училище в Хамамацу. В 1936 году получил назначение в Гарнизонную армию в Китае, после начала японо-китайской войны возглавил разведку Северо-Китайского фронта.
В декабре 1939 года был переведён в 1-ю авиадивизию. В 1942 году получил звание генерал-майора и стал начальником штаба 3-й воздушной армии.
В 1944 году все воздушно-десантные части японской армии были сведены в воздушно-десантную дивизию под командованием генерал-майора Рикити Цукада. Два полка под его командованием были приданы Южной группе армий и участвовали в обороне Филиппин в 1944—1945 годах как обычные пехотные подразделения. В марте 1945 года он получил звание генерал-лейтенанта.